# 崤函
崤函，指崤山与函谷关，两者都在今天河南省，大致在灵宝市、陕州区范围。“崤函”一词，最早见于《战国策》“東有肴、函之固”，其中“肴”即崤山。崤函并称，主要因此处地势险要，函谷关“关在谷中，深险如函”，是中国古代军事争夺的焦点之一。西周初年周召分陕即是以崤函一带作为分界线。戰國時代，崤函以東，稱為山东，與西方的秦國相對。唐肃宗乾元二（公元759）年，杜甫于崤函一带创作了著名的《三吏》。
崤函古道是古代潼关至新安之间经过崤函的道路的统称，全长200余公里，连接长安、洛阳两京，是古代中原通往关中、西域的咽喉要道，在周、汉、隋、唐等王朝发挥过关键性的作用。隋唐时代进入其交通繁荣时期。唐德宗贞元二（786）年十二月，诏令从上都（长安）至汴州（今开封）为大路驿，崤函古道为其中一段。现存石壕段遗址和函谷关古道遗址保存相对完好，其开通时期可追溯至先秦时期，民国初期仍在沿用。
2014年，崤函古道石壕段作为丝绸之路：长安—天山廊道的路网的一部分被联合国教科文组织列入世界遗产名录。遗址主要包括石灰岩质古道路面、路旁蓄水设施。2024年，崤函古道被中国公路学会列入“最受欢迎古道”名单。

## 路线

### 北崤道

#### 硖石关
北崤道的硖石关位于硖石乡，距南崤道雁翎关约15公里。